# Petrovac na Mlavi
Petrovac na Mlavi (cyr. Петровац на Млави) – miasto w Serbii, w okręgu braniczewskim, siedziba gminy Petrovac na Mlavi. W 2011 roku liczyło 7447 mieszkańców.